# C'est pas une vie, Jerry
Pour plus de détails, voir Fiche technique et Distribution.
C'est pas une vie, Jerry ou Ce n'est pas une vie (titre original : Living It Up) est un film américain réalisé par Norman Taurog, sorti en 1954.

## Synopsis
Homer Flagg (Jerry Lewis) est cheminot à Desert Hole, une petite ville du Nouveau-Mexique. Le grand rêve de sa vie, c'est de visiter New York tandis qu'il est encore jeune. Un jour, il trouve une voiture abandonnée sur un terrain ayant servi à des expériences atomiques. Son médecin qui est son meilleur ami, Steve Harris (Dean Martin), diagnostique chez lui un empoisonnement par irradiation et ne lui donne plus que trois semaines à vivre.
Une journaliste de New York, Wally Cook, entend parler de la triste situation d’Homer et convainc son patron, Oliver Stone, de lui offrir un voyage tous frais payés pour qu’il réalise le rêve de sa vie : voir New York.
Steve, cependant, se rend compte qu’il a fait une erreur et qu’Homer souffre seulement d’un problème de sinus. Il accepte de garder secret ce nouveau diagnostic après qu’Homère l’a supplié ... c’est qu’il a rencontré la journaliste qui l’attire beaucoup. Steve fait savoir qu’il est seul capable de fournir à Homer un traitement médical et qu’il doit l’accompagner pendant le voyage.
New York accueille Homer avec enthousiasme et il devient une célébrité, chacun essaie de suivre le moindre de ses mouvements dans le journal. Homer fait même le projet d’épouser Wally, bien que ce soit de Steve qu’elle est tombée amoureuse.
Pendant ce temps, Stone attend avec impatience qu’Homer meure. Chaque jour, le journal doit dépenser des sommes folles pour répondre aux exigences extravagantes du « mourant », par exemple la commande de 3 000 cocktails de crevettes pour sa suite d’hôtel. Pierre engage trois spécialistes pour examiner Homer, qu’ils certifient en bonne santé.
Pour échapper au pétrin dans lequel ils se sont eux-mêmes fourrés, Homer fait semblant de se suicider. Le journal en obtient le récit exclusif. Wally se marie avec Steve, et les deux amis obtiennent un nouveau travail à New York comme balayeurs de rues.

## Fiche technique
- Titre : C'est pas une vie, Jerry
- Titre original : Living It Up
- Titre alternatif : Ce n'est pas une vie
- Réalisateur : Norman Taurog, assisté d'Arthur Rosson
- Scénario : Jack Rose et Melville Shavelson d’après une histoire de James H. Street et la pièce Hazel Flagg de Ben Hecht
- Producteur : Paul Jones
- Société de production : Paramount Pictures et York Pictures Corporation
- Musique : Walter Scharf
- Chorégraphe : Nick Castle
- Directeur de la photographie : Daniel L. Fapp
- Direction artistique : Albert Nozaki et Hal Pereira
- Costumière : Edith Head
- Monteur : Archie Marshek
- Pays d’origine :  États-Unis
- Format : Couleur par Technicolor - 35 mm - 1,85:1 - Son : Mono (Western Electric Recording)
- Durée : 95 minutes
- Genre : Comédie
- Date de sortie : 23 juillet 1954 aux États-Unis

## Distribution
- Dean Martin (VF : Michel Gudin) : Dr. Steve Harris
- Jerry Lewis (VF : Jacques Dynam) : Homer Flagg
- Janet Leigh (VF : Michèle Bardollet) : Wally Cook
- Edward Arnold : le Maire
- Fred Clark : Oliver Stone
- Sheree North : la danseuse de Jitterbug
- Sammy White : le serveur
- Sid Tomack : le maître de cérémonie
- Sig Ruman : Dr Emile Egelhofer
- Richard Loo : Dr Lee
- Raymond Greenleaf : le contrôleur du train
- Walter Baldwin : Isaiah Jackson

Acteurs non crédités :
- Art Baker : le présentateur radio
- Bobby Barber : un groom
- Stanley Blystone : l'ingénieur
- Frankie Darro : le chef des grooms
- George Davis : le concierge
- Jean Del Val : le chef cuisinier français
- Fritz Feld : le barbier
- Eduard Franz : Dr Nassau
- Fay Roope : un homme
- Grady Sutton : le propriétaire de la boutique de cadeaux

## Crédit d'auteurs
- (en) Cet article est partiellement ou en totalité issu de l’article de Wikipédia en anglais intitulé « Living It Up » (voir la liste des auteurs).